# Giovanni Battista Cerruti
Giovanni Battista Cerruti (Varazze, 28 novembre 1850 – Penang, 28 giugno 1914) è stato un esploratore italiano.
Figlio di Antonio, agiato negoziante e industriale di tessuti della provincia di Savona, che aveva un attivo commercio con alcuni Stati americani, e di Colomba Parodi. 
Ancora molto giovane si imbarcò come mozzo sulla nave "Fratelli Gaggino", appartenente a uno zio della madre, diretto a Buenos Aires. 
Navigò in seguito sulla "Libertà" e sulla "Vedetta", a bordo della quale raggiunse per la prima volta l'Oceano Indiano.
Giunto all'età della coscrizione, nel dicembre del 1871 s'imbarcò come marinaio di terza classe, ma già nel 1873 veniva assunto come secondo pilota sulla corvetta "Governolo", a bordo della quale compì una lunga crociera. 
Congedato dal servizio militare nel 1874, tornò a navigare e, dopo alcuni anni, nel 1881 riuscì a conseguire la patente di capitano di lungo corso. Ma abbandonò ben presto tale attività stanziandosi prima a Batavia e poi a Singapore, dove aprì una modesta casa per la preparazione dell'ananas e di altra frutta esotica, che gli valse fra l'altro un premio all'Esposizione di Torino del 1884.
In quel periodo fu raggiunto a Singapore dal fratello Vincenzo, assieme al quale tornò momentaneamente a Batavia, con il proposito di spingersi nell'interno di Giava per raccogliervi orchidee e altre rarità della flora locale.
È difficile tuttavia indicare la cronologia dei suoi spostamenti e delle sue iniziative nell'Estremo Oriente, in quanto abbiamo a disposizione solo le sue relazioni, dalle quali, a questo riguardo, si può ricavare ben poco, perché egli non parla quasi mai di sé, omettendo sempre le indicazioni cronologiche.
Sappiamo così che fu nel Siam, ma ignoriamo quando e cosa vi fece, anche se è logico ritenere che la sua opera in quel territorio dovette essere alquanto apprezzata, se il re Chulalongkorn, di passaggio per Singapore, cercò il Cerruti e, non avendolo trovato, gli lasciò per ricordo un portasigarette con il monogramma reale. Per gli stessi motivi ignoriamo pure in quale periodo, se prima o dopo il suo soggiorno fra i Sakai, fu tra i Semang, i Negriti, i Sam Sam ed i Batacchi, e quante volte abbia percorso l'aspra isola di Nias, anche se è certo che egli vi fece almeno tre viaggi. Infatti, vi accompagnò nel 1886 Elio Modigliani, come ci racconta lo stesso esploratore toscano nel suo volume Un viaggio a Nias. 
Forse nel 1889 fu richiesto dal barone Joachim von Brenner di Vienna, alto dignitario di quella corte imperiale, come guida e interprete ancora a Nias; dove compì, infine, un altro viaggio fra gli ultimi mesi del 1890 ed i primi del 1891.
Rientrò a Penang il 15 giugno 1891, portando con sé un'interessante e ricca collezione etnografica, che vendette al governo del Perak, il quale la destinò al Museo di Taiping. Successivamente volle recarsi alla ricerca dei Sakai (si chiamavano in realtà Mai Darat, ma dai Malesi erano denominati, in senso spregiativo, Sakai, un termine usato per esprimere il concetto di popolo schiavo), una popolazione, probabilmente di provenienza australiana, rifugiatasi sui monti di Malacca, nell'interno degli Stati di Perak e di Pahang, che ai tempi del Cerruti non superava ormai le diecimila unità e presso la quale egli trascorrerà complessivamente circa quindici anni. Tuttavia, oltre che per studiare e conoscere una popolazione del tutto ignota, egli partì anche nella speranza di poter scoprire qualche importante giacimento aurifero: scoprirà in realtà, accanto a numerose miniere di vari metalli, tutte però di dimensioni ed importanza alquanto relative, consistenti miniere di stagno, che finiranno però in mano di gruppi finanziari inglesi, nonostante egli avesse presentato, con tutte le formalità previste dalla legge, regolare richiesta di sfruttamento della zona mineraria.
Lasciata perciò Penang su un vapore costiero e sbarcato a Temock Anson, piccola cittadina sulla terraferma che si poteva, raggiungere risalendo per circa sessanta miglia il corso del Perak, percorreva in seguito il Bidor, giungendo fino a Tapah. Tornò momentaneamente a Penang nel 1893, con un carico di canne di Malacca, di resine e di orchidee, accompagnato da cinque indigeni sakai. Ma, dopo aver avviato il commercio di alcuni prodotti della foresta ed aver tentato qualche piantagione, volle penetrare nelle parti più interne del territorio abitato dai Sakai, per cui, ripercorso il Bidor, passò nel Sunkei Selin e nel Pahang: riuscì ad entrare in contatto anche con la tribù dei "mai bretak", che abitavano le alture poste a settentrione, ai confini dello Stato di Perak con Pahang. Il rappresentante del governo inglese giunto a Tapah gli offrì l'ufficio di sovrintendente presso i Sakai del Perak, incarico di cui si trova cenno nel numero del 29 settembre 1900 del giornale di Taiping e grazie al quale si meritò, in segno di apprezzamento per l'attività svolta, la gran medaglia d'argento del governo locale.
Nel 1906 il Cerruti ritornò in Italia per presentare all'Esposizione internazionale di Milano, nel padiglione destinato a illustrare le iniziative italiane all'estero, i primi tentativi di lavori compiuti dai Sakai: in quell'occasione fu esposto anche il volumetto comprendente il resoconto delle sue avventure, che andò letteralmente a ruba nel giro di solo quattro mesi. Tornerà una seconda volta in Italia nel 1912 per sollecitare ulteriori finanziamenti dai soci della Società dell'Estremo Oriente, da lui fondata, con sede a Milano, per la quale aveva iniziato e sviluppato le piantagioni di Havea o di Ficus elasticus.
Morì il 28 giugno 1914 nell'ospedale di Penang in Malacca, in seguito ad un'infezione intestinale. 
Le sue spoglie, grazie all'interessamento della sorella Emilia Elvira, furono trasportate in Italia nel 1933 con il piroscafo "Laha".
Va ricordato che egli fu in sistematico contatto con naturalisti come G. Doria, R. Gestro, ecc., e con esploratori come Manfredo Camperio, Umberto Cagni e Luigi Maria d'Albertis. Ebbe pure rapporti di amicizia con Garibaldi negli ultimi anni di vita del generale. 
Numerosi sono i musei nazionali che egli contribuì ad arricchire con interessante materiale proveniente dall'Estremo Oriente: va ricordato in particolare quello Scientifico e Naturalistico di Savona, sua provincia di origine, al quale egli donò una rarissima collezione di armi malesi ed alcuni splendidi esemplari di animali indigeni (Purtroppo andati perduti nei bombardamenti sulla città del 1942).
Due sono le relazioni di viaggio del Cerruti che ci sono rimaste, la prima in ordine di data, intitolata Nel paese dei veleni, è anche la più ampia ed originale, venne pubblicata per la prima volta, in un ristretto numero di copie, a Verona nel giugno del 1906 in occasione dell'Esposizione internazionale di Milano e conobbe recensioni favorevoli sia in Italia sia all'estero, in particolare nei periodici inglesi, soprattutto, dopo che venne tradotta in tale lingua. 
Verso la fine del 1907 comparve invece nel Giornale illustrato dei viaggi, la nota pubblicazione curata dalla casa editrice Sonzogno, la relazione Fra i cacciatori di teste dell'isola di Nias, concernente il resoconto del viaggio compiuto dal Cerruti a Nias fra gli ultimi mesi del 1890 ed i primi del 1891. 
Queste due testimonianze furono poi raccolte e pubblicate sotto un unico titolo nel 1931, a Firenze, a cura di Paride Forniti.